# Гандельман, Омри
Омри Гандельман (ивр. עמרי גנדלמן‎; род. 16 мая 2000, Ход-ха-Шарон, Израиль) — израильский футболист, полузащитник сборной Израиля и клуба «Гент» (с 2023 года). Участник летних Олимпийских игр 2024 года в Париже.

## Биография
Гандельман родился и вырос в Ход-ха-Шароне, в израильской семье евреев ашкеназского и сефардского происхождения. Его отец — бывший израильский баскетболист Шмуэль «Шмулик» Гандельман, внук Рами Гандельмана, который был баскетбольным менеджером в Иерусалиме.
У Омри имеется также португальский паспорт, благодаря его еврейским предкам-сефардам.

## Клубная карьера
Гандельман является воспитанником молодежных академий израильских клубов «Хапоэль Ход Ха-Шарон», «Маккаби Петах-Тиква» и «Хапоэль Раанана».
В 2018 году он прошел скаутинг в немецкой академии «Веен Висбаден» и отработал там некоторое время. Затем вернулся в Израиль на военную службу. После выступления на чемпионате Европы по футболу среди игроков до 21 года, Гандельман подписал предварительное соглашение с «Арсеналом».
2 июня 2020 года Омри дебютировал на профессиональном уровне в составе «Маккаби Нетания», одержав победу в израильской премьер-лиге над «Ирони Кирьят-Шмона» со счетом 3:1. За три сезона в составе израильской команды сыграл 100 матчей и забил 9 мячей.
В 2023 году перешёл в бельгийский «Гент».

## Карьера в сборной
Гандельман был важным игроком сборной Израиля U21 с момента своего дебюта в 2021 году за эту команду.
12 ноября 2021 года, Омри дебютировал за первую сборную в гостевом матче квалификации к Чемпионату мира 2022 года против Австрии.

### Олимпийские игры 2024
Гандельман был включен в состав сборной Израиля для участия в мужских соревнованиях по футболу на летних Олимпийских играх 2024 года. Израильтянин провёл за сборную Израиля все три матча группового этапа. Забил гол в матче против Парагвая, который завершился со счетом 1:1.